# Wilson Odobert
Wilson Odobert, né le 28 novembre 2004 à Meaux en France, est un footballeur français qui évolue au poste d'ailier droit à Tottenham Hotspur.

## Biographie

### En club
Né à Meaux en France dans une famille originaire de France et du Bénin, Wilson Odobert est formé par l'USF Trilport, puis par le Paris Saint-Germain, qu'il rejoint en 2017. Le club lui propose un premier contrat professionnel en 2022, que le jeune joueur refuse, pour finalement rejoindre librement l'ESTAC Troyes le 15 juillet 2022, où il signe son premier contrat professionnel. 
C'est à l'ESTAC qu'il joue son premier match en professionnel, le 7 août 2022, lors de la première journée de la saison 2022-2023, contre le Montpellier HSC. Il entre en jeu à la place d'Erik Palmer-Brown, et son équipe s'incline par trois buts à deux. Il connait sa première titularisation le 19 août suivant, lors d'une défaite en championnat contre l'Olympique lyonnais (4-1),. Le 28 août, Odobert inscrit son premier but en professionnel face au Angers SCO, en championnat. Entré en jeu à la place de Rony Lopes, il marque en fin de partie, contribuant ainsi à la victoire des siens (3-1 score final),. Titulaire lors de la journée suivante contre l'AS Monaco, le 31 août 2022, il récidive en inscrivant son deuxième but, participant ainsi au succès de Troyes (2-4 score final),.
Le 12 août 2023, Wilson Odobert rejoint l'Angleterre afin de s'engager en faveur du Burnley FC. Il signe un contrat de cinq ans, soit jusqu'en juin 2028. Le coût du transfert est estimé à 12 millions d'euros.
Le 16 août 2024, il est transféré aux Tottenham Hotspur pour une durée de 5 ans d'un montant estimé de 37 millions d'euros, auquel s'ajoutent bonus et pourcentage à la revente.

### En sélection
En mars 2022, Wilson Odobert est convoqué avec l'équipe de France des moins de 18 ans. Il joue son premier match le 24 mars 2022, contre l'Allemagne (1-1 score final). Il joue son premier match avec l'équipe de France des moins de 19 ans le 22 septembre 2022, contre la Portugal . Il est titulaire et son équipe s'incline (2-0).
Il figure dans la sélection française pour la Coupe du monde des moins de 20 ans 2023.
En juin 2024, il participe au Tournoi Maurice Revello en France, avec l'équipe de France espoir. Il termine 4ème après une défaite contre l'Italie en petite finale. En juin 2025, il est sélectionné pour participer à l'Euro espoirs. 

## Statistiques

### En club
| Saison                | Club                  | Championnat           | Championnat | Championnat | Championnat | Coupe nationale | Coupe nationale | Coupe nationale | Coupe de la Ligue | Coupe de la Ligue | Coupe de la Ligue | Compétition(s) continentale(s) | Compétition(s) continentale(s) | Compétition(s) continentale(s) | Compétition(s) continentale(s) | Total | Total | Total |
| Saison                | Club                  | Division              | M.          | B.          | P.d.        | M.              | B.              | P.d.            | M.                | B.                | P.d.              | Comp.                          | M.                             | B.                             | P.d.                           | M.    | B.    | P.d.  |
| 2022-2023             | ESTAC Troyes          | Ligue 1               | 32          | 4           | 2           | -               | -               | -               | -                 | -                 | -                 | -                              | -                              | -                              | -                              | 32    | 4     | 2     |
| 2023-2024             | Burnley FC            | Premier League        | 29          | 3           | 2           | 1               | 0               | 0               | 3                 | 1                 | 0                 | -                              | -                              | -                              | -                              | 33    | 4     | 2     |
| 2024-2025             | Burnley FC            | Championship          | 1           | 1           | 0           | -               | -               | -               | -                 | -                 | -                 | -                              | -                              | -                              | -                              | 1     | 1     | 0     |
| Sous-total            | Sous-total            | Sous-total            | 30          | 4           | 2           | 1               | 0               | 0               | 3                 | 1                 | 0                 | -                              | -                              | -                              | -                              | 34    | 5     | 2     |
| 2024-2025             | Tottenham Hotspur     | Premier League        | 16          | 1           | 0           | -               | -               | -               | 1                 | 0                 | 0                 | C3                             | 4                              | 2                              | 0                              | 21    | 3     | 0     |
| 2025-2026             | Tottenham Hotspur     | Premier League        | 1           | 0           | 0           | -               | -               | -               | -                 | -                 | -                 | C1                             | -                              | -                              | -                              | 1     | 0     | 0     |
| Sous-total            | Sous-total            | Sous-total            | 17          | 1           | 0           | -               | -               | -               | 1                 | 0                 | 0                 | -                              | 4                              | 2                              | 0                              | 22    | 3     | 0     |
| Total sur la carrière | Total sur la carrière | Total sur la carrière | 79          | 9           | 4           | 1               | 0               | 0               | 4                 | 1                 | 0                 | -                              | 4                              | 2                              | 0                              | 88    | 12    | 4     |

## Palmarès
Wilson Odobert remporte la Ligue Europa en 2025 avec Tottenham Hotspur sans toutefois entrer en jeu lors de la finale. Il reste également sur le banc lors de la défaite en Supercoupe de l'UEFA 2025 quelques semaines plus tard.